# Theodor Kock
Theodor Kock (Quedlinburg, 18 de noviembre de 1820 – Weimar, 4 de junio de 1901) fue un filólogo clásico alemán.

## Biografía
Frequentó el Friedrich-Wilhelms-Gymnasium de Poznań. Del 1838 al 1842 estudió filología clásica en la Universidad de Breslavia, en la Universidad Martín Lutero de Halle-Wittenberg y en la Universidad Humboldt de Berlín. En 1842 obtuvo en Breslavia un doctorado.
Empezó a enseñar en su excolegio de Poznań (1842) y en el Gymnasium real de Elbląg (1850). Más tarde se convirtió en director en Guben (1854), en Slupsk en Pomerania (1857), en la Gelehrtenschule des Johanneums y en Klaipėda (1863). En abril de 1866 regresó a Berlín al Heinrich Schliemann-gimnasio. En 1882 se retiró y se trasladó a Weimar, donde pasó los últimos años de su vida.

## Obras
- Alkäos und Sappho, Berlín 1862.
- Ausgewählte Komödien des Aristophanes, erklärt von Theodor Kock, 4 Bde., Leipzig 1852/53/56/64.
- Comicorum Atticorum Fragmenta, hg. von Theodor Kock, 3 Bde., Leipzig 1880/84/88.